# 程大功
程大功（1565年—1648年）是安徽省徽州府歙县岑山渡程氏九世祖，系五世祖程昂宗一系之后，也是岑山渡程氏家族前往两淮经营盐业的第一人。
明末，程大功首先前往淮北盐业中心、淮安分司所在地淮安经营盐业，居住河下。因军饷不足，他仗义疏财，佐军国之急，得授武英殿中书。业鹾迄今五世。”
以程大功为代表的岑山渡程氏家族垄断了淮北盐业，清初淮安河下的十三家盐商均为程姓，有公字店、亘字店（程朝宣产业）、大字店、仁字店、五字店（慎吾公程大典产业）、鹤字店等，均以主人名字的偏旁命名。
程大功捐建了家乡岑山渡的200米护岸河堤 。